# Fernando Torres
Fernando José Torres Sanz (Fuenlabrada, Madrid, 20 de marzo de 1984) es un exfutbolista y entrenador español que jugaba como delantero. Es considerado una leyenda en el Club Atlético de Madrid y en la selección de fútbol de España. En la actualidad es entrenador de las secciones formativas del club madrileño.
Formado como futbolista desde categoría alevín en la cantera del Atlético de Madrid, debutó con el primer equipo rojiblanco en 2001 con 17 años, consiguiendo el ascenso la siguiente temporada a Primera División. Tras siete temporadas en las que fue capitán y referente del club rojiblanco, fue traspasado en 2007 al Liverpool por 36 m€. Disputó tres temporadas y media con el club de Anfield, siendo el máximo goleador del equipo en dos de ellas y conformando bajo la dirección de Rafa Benítez, el conocido como «Spanish Liverpool». En esta etapa alcanzó su prime futbolístico a nivel individual, siendo incluido en el once ideal de FIFA (2008 y 2009), y resultando tercero en las votaciones a mejor jugador mundial de FIFA y del Balón de Oro en 2008.
En enero de 2011, tras 142 partidos y 81 goles con los «Reds», fue fichado por el Chelsea por 50 m£, convirtiéndose en el sexto mayor traspaso de la historia, primero del fútbol británico y primero de un futbolista español. Con el club londinense disputó otras tres temporadas y media, en las que logró los dos máximos títulos continentales, la Liga de Campeones 2011/12 y la Liga Europa 2012/13. Ocho años después de su salida del Atlético de Madrid y tras una cesión esa misma temporada de cuatro meses en el Milan, el 4 de enero de 2015 es presentado en un abarrotado Vicente Calderón, haciendo su debut como titular once días después en «El Derbi», en el que marcó un doblete que clasificó a su equipo para la siguiente ronda de Copa del Rey. La siguiente temporada 2015/16, en la que jugó 44 partidos y anotó 12 goles, disputó por segunda vez en su carrera una final de Liga de Campeones, pero sin lograr la victoria a diferencia de la de 2012, que también se resolvió en la tanda de penaltis. Tras tres temporadas y media (2015–2018), y haber ganado una Liga Europa 2017/18, concluyó su segunda etapa en el Atlético, recibiendo un multitudinario homenaje en su último partido en el Metropolitano. En julio de 2018 fichó por el club japonés Sagan Tosu, donde se retiró en la temporada 2018-19.
Como internacional español, se proclamó consecutivamente con las categorías juveniles de la selección nacional, campeón de Europa sub-16 en 2001 y sub-19 en 2002, siendo además máximo goleador y nombrado mejor jugador en ambos torneos. Fue internacional absoluto con España entre 2003 y 2014, totalizando 110 partidos y 38 goles, siendo el tercer máximo goleador histórico de la roja. Con su selección se proclamó campeón del mundo en 2010 y doble campeón de Europa en 2008 (marcando el célebre gol de la victoria en la final ante Alemania) y 2012 (marcando también en la final ante Italia).

## Biografía
Fernando Torres es la seña de identidad de la ciudad de Fuenlabrada, municipio en el que nació el 20 de marzo de 1984. Fue el tercero en llegar a la casa de Flori Sanz y José Torres (fallecido el 17 de abril de 2024). El madrileño es el pequeño de sus dos hermanos, Mari Paz e Israel. De este último mamó la pasión por el esférico. 
‘El Niño’ conoció a su actual pareja Olalla Domínguez en el año 2002, cuando ésta acababa de cumplir dieciséis años y él tenía dieciocho. Ambos veraneaban en Estorde, La Coruña, con sus familias. En el mes de mayo de 2009, contrajo matrimonio con su amor de siempre. El futbolista y la gallega se casaron en una ceremonia íntima en el Ayuntamiento de El Escorial. Una boda en secreto en la que solo acompañaron a la pareja dos testigos. 
El mismo año que contrajeron matrimonio nació su primera hija, Nora, en Santiago de Compostela. Un año más tarde, en 2010, dieron a luz en Liverpool a Leo, su segundo hijo. Y en 2015 nació Elsa, en Madrid.
En 2003 protagonizó junto con la actriz Natalia Verbeke el videoclip de la canción Ya nada volverá a ser como antes, del grupo español El Canto del Loco.

## Trayectoria

### Inicios
Comenzó desempeñándose como guardameta, al igual que su hermano. Con siete años de edad se convirtió en delantero y comenzó a competir regularmente en el equipo de fútbol sala de su barrio, el Mario's Holanda. Torres afirmó que en esa etapa de su carrera los personajes de la serie de anime «Oliver y Benji» le sirvieron de inspiración. En 1995 con once años, se incorporó como alevín de primer año a la cantera del Club Atlético de Madrid, tras unas pruebas que realizó al ser seleccionado por los ojeadores del club rojiblanco, al haber marcado ese año 55 tantos. Posteriormente se convertiría en una de las leyendas del club madrileño.

### Atlético de Madrid

#### Categorías inferiores

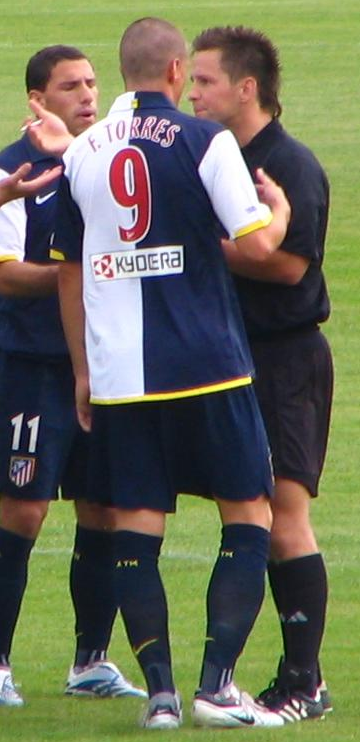
Torres durante un encuentro con el Atlético.

Durante su estancia en las categorías inferiores del club logró su primer título importante como juvenil en 1996. El Atlético de Madrid envió un equipo sub-15 a competir en la Nike Cup contra combinados de otros clubs, con el que se impuso en el torneo. Durante la competición, empezó a considerársele como uno de los más completos futbolistas europeos de su edad.
Un año más tarde firmó un contrato profesional con el Atlético, y, aunque comenzó la temporada aquejado de una lesión en la rodilla izquierda, no incorporándose hasta diciembre al equipo que jugaba en la División de Honor Juvenil, la concluyó en Segunda División.

#### Primer equipo
El 27 de mayo de 2001 debutó con el equipo en el Estadio Vicente Calderón ante el CD Leganés con una victoria por uno a cero. La temporada anterior, el Atlético de Madrid descendió a Segunda División y la temporada 2000-01 fue la primera que pasaba en esta división desde hacía más de 60 años. El objetivo del club durante la temporada era conseguir el ascenso pero en la jornada 39, en la que debutó Torres, el equipo se encontraba a cinco puntos del objetivo. Una semana más tarde marcó su primer tanto contra el Albacete en su campo al que sacaba dos puntos y eliminándolo así de la lucha por el ascenso. Pese a contar los cuatro partidos como victorias, al finalizar la temporada el equipo solo pudo quedar cuarto empatado a puntos con el Tenerife que fue el que consiguió el ascenso.

#### Primera División
En la temporada 2001-02, de la mano de Luis Aragonés el equipo consiguió el campeonato de Segunda División, logrando así el ascenso a Primera División; Torres se afianzó en el equipo titular y terminó la temporada con siete tantos en 36 apariciones.
Torres debutó en Primera División el 1 de septiembre de 2002 en el Camp Nou en el empate a dos frente al Fútbol Club Barcelona correspondiente a la primera jornada de Liga. En la temporada 2002-03 Torres tuvo un mayor rendimiento y marcó 14 tantos en 29 apariciones; contribuyendo así a que el Atlético alcanzará la undécima plaza. Durante la temporada 2003-04 fue nombrado capitán del equipo. Formó pareja atacante con el delantero heleno Demis Nikolaidis y de nuevo volvió a mejorar los registros de la temporada anterior. Torres anotó 19 tantos en 35 partidos, con lo que se convirtió en el tercer máximo anotador del campeonato. El Atlético no alcanzó la clasificicación para la Copa de la UEFA, y tuvo que conformarse con disputar la Copa Intertoto, lo que dio al delantero madrileño la oportunidad de estar en una competición europea.
La temporada 2004/05 comenzó con la disputa de la Copa Intertoto para lograr la clasificación para la Copa de la UEFA 2004-05. Torres anotó dos tantos en las semifinales ante el OFK Beograd que concluyeron con un global de 1-5 a favor de los madrileños. Alcanzada la final, los rojiblancos cayeron en los penaltis ante el Villarreal que fue quien consiguió la clasificación. La temporada acabó dejando al Atlético de Madrid de nuevo en la undécima posición y Torres anotó 20 goles entre las tres competiciones. Tras esto el Chelsea reveló su interés en el ariete de Fuenlabrada, mas Enrique Cerezo, el presidente del club, afirmó que no tenían intención de traspasarle.
Durante la temporada 2005-06 Fernando tan solo anotó 13 goles, la cantidad más baja desde su debut en Primera División y el Atlético acabó décimo en la Liga, muy lejos de la clasificación para la competición continental. Quizá debido a esto, en enero de 2006 Cerezo cambió de opinión y dijo que el club escucharía ofertas por el futbolista y el mismo Torres afirmó en marzo que le llegó una oferta del Newcastle United.
Al final de la temporada fue convocado con la selección española para disputar el Mundial. Tras ser eliminados, reveló que había rechazado una oferta del Chelsea al término de la temporada 2005–06.
En la temporada 2006-07 bajo la dirección técnica de Javier Aguirre anotó catorce tantos, lo que no evitó que volviera a especularse acerca de su futuro al fracasar, de nuevo, el equipo en su objetivo de alcanzar la clasificación para la UEFA. Los medios informativos británicos afirmaron que el futbolista interesaba mucho al Liverpool; no obstante, Cerezo afirmó que no habían recibido ninguna oferta. Unos días más tarde los medios desmintieron al mandatario rojiblanco revelando que ambas entidades habían llegado a un acuerdo por Torres. Se rumoreó que el montante de la operación alcanzaba 25 millones de libras, además del traspaso de Luis García en una operación independiente. Poco después el Atlético anunció el fichaje de Diego Forlán, procedente del Villarreal, lo que los medios consideraron como un movimiento destinado a reemplazar al canterano antes de que el anuncio del traspaso se hiciera oficial. El 2 de julio Torres retornó de sus vacaciones a la capital, donde cerró las operaciones con la entidad británica en un contrato que lo vinculó al equipo inglés durante seis años. Un día más tarde pasó el reconocimiento médico con el Liverpool y ofreció una rueda de prensa para despedirse de los aficionados antes de marcharse con su nuevo club. El traspaso constituyó la operación económica más cara de la historia del club inglés y el entrenador del Liverpool –Rafael Benítez– desveló en una entrevista concedida a The Times que el coste del traspaso ascendía a 20 millones de libras (unos 28 millones de euros), aunque en el montante de la operación estaba incluido el traspaso de Luis García.

### Liverpool Football Club

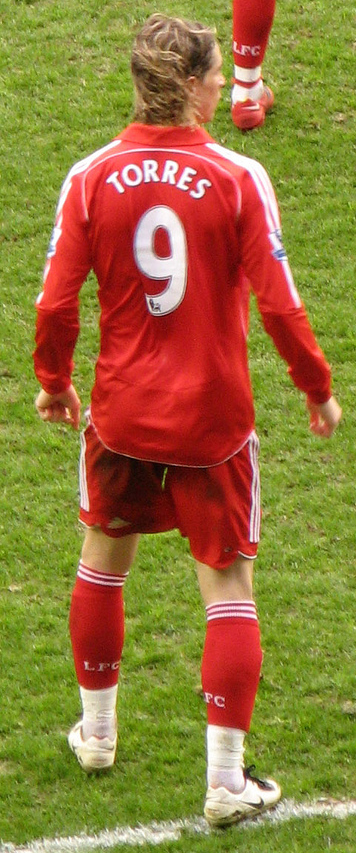
Torres durante un encuentro entre el Liverpool y el Middlesbrough (23 de febrero de 2008). En dicho encuentro anotó 3 goles.

#### Llegada triunfal
El primer partido con la camiseta del Liverpool se produjo durante el verano de 2007 en un amistoso ante el Werder Bremen, que concluyó con un marcador de 3-2 a favor de los reds. En otro amistoso que enfrentó al equipo inglés con el New Team asiático anotó su primer tanto con el club.
Debutó oficialmente en la Premier ante el Aston Villa, en un encuentro que terminó en victoria del Liverpool (2-1) y anotó su primer tanto ante el Chelsea en su debut en Anfield (1-1). Cuatro días después jugó su primer partido de Champions en la victoria de su equipo ante el Toulouse FC (0-1). En la League Cup, en septiembre, anotó su primera tripleta ante el Reading.
Durante el mes de octubre se produjo la lista de candidatos al FIFA World Player y Torres fue el único nominado español entre los treinta candidatos. Un mes después marcó sus primeros dos tantos en Champions ante el FC Porto (4-1).
Durante la temporada, su progresión fue aumentando y en febrero fue nombrado futbolista del mes, cuando anotó cuatro tantos en dos encuentros, incluyendo una tripleta ante el Middlesbrough. Esta y otra tripleta, anotada en la victoria de los reds (4-0) ante el West Ham United le convirtieron en el único futbolista del Liverpool desde Jack Balmer, en 1946, en marcar tres tantos en dos encuentros consecutivos como local. En marzo, después de anotar de cabeza ante el Reading en Anfield, se convirtió en el único futbolista desde Robbie Fowler (1995-96) en marcar más de 20 tantos en una temporada. En abril marcó un tanto en la Champions ante el Arsenal, contribuyendo a que su equipo accediera a las semifinales de la competición. Con este tanto Torres anotÓ su número veintinueve entre todas las competiciones, rebasando de ese modo la marca de Michael Owen. El 11 de abril de 2008 fue nominado al Premio PFA, concedido al futbolista del año de la Premier. Dicho reconocimiento acabó llevándoselo Cristiano Ronaldo, futbolista del Manchester United. También fue nominado al PFA Young Player of the Year –concedido al mejor jugador joven– que se llevó el futbolista del Arsenal Cesc Fàbregas. Asimismo, se le encuadró dentro del once ideal de la Premier. En mayo quedó detrás de Cristiano Ronaldo en las votaciones del FWA Footballer of the Year.
El 4 de mayo de 2008 anotó el tanto de la victoria de su equipo ante el Manchester City (1-0), con lo que alcanzó el récord que había establecido Roger Hunt marcando de manera consecutiva en ocho encuentros disputados en Anfield. Tras anotar otro tanto ante el Tottenham Hotspur (2-0) se convirtió en el máximo anotador extranjero en su temporada como debutante desde Van Nistelrooy Finalizó la temporada compartiendo la segunda plaza de la lista de máximos anotadores con Emmanuel Adebayor –ambos con 24 tantos. Ese verano los medios británicos afirmaron que el Chelsea estaba dispuesto a ofrecer 50 millones de libras al Liverpool a fin de hacerse con los servicios del delantero madrileño, mas este dijo que quería quedarse muchos años en su equipo. Tom Hicks –copropietario del equipo– afirmó que no estaba dispuesto a desprenderse del futbolista español.

#### Cénit de su carrera
Tras un excelente arranque de temporada anotando el único tanto del de su equipo ante el Sunderland (1-0), sufrió una lesión en los isquiotibiales en el encuentro ante el Aston Villa (0-0), que lo mantuvo apartado tres semanas. Torres volvió en el encuentro de Champions ante el Olympique de Marsella –en el que se impuso su equipo (2-1)– y anotó de nuevo ante el Everton (2-0). Continuó con su racha tras anotar dos tantos en la victoria (3-2) a domicilio de su equipo ante el Manchester City, al que tuvo que remontar un 2-0 en contra. El primero de estos dos tantos era el milésimo que marcaba el Liverpool en la Premier League. Se lesionó en el muslo durante un encuentro clasificatorio para el Mundial 2010, lo que le hizo estar ausente en tres encuentros de su equipo. El 22 de octubre el Liverpool disputó un encuentro ante su exequipo el Atlético de Madrid en Champions; en el cual no estuvo Torres a causa de su lesión. Enrique Cerezo le cedió una entrada vip que Torres rechazó, ya que quería continuar con su recuperación. El 27 de octubre fue seleccionado dentro de la alineación ideal de la temporada 2007-08 de la FIFPro.
Torres volvió a la competición en la victoria de su equipo ante el West Bromwich Albion (3-0). Durante una entrevista afirmó que le encantaría retornar al Atlético con el tiempo: «no sé si me retirare allí, pero me gustaría volver y terminar algunas cosas que quedaron por hacer». En la victoria de su equipo ante el Olympique (1-0) sufrió un tirón en el muslo, que lo mantuvo cuatro semanas en el dique seco. Fue candidato al FIFA World Player, quedando en tercer lugar tras Cristiano Ronaldo y Lionel Messi. En su regreso logró anotar ante el Preston North End (2-0) su primer tanto en la FA Cup. El 1 de febrero anotó otros dos tantos ante el Chelsea (2-0). The Times lo incluyó dentro de su lista de «los 50 mejores futbolistas del Liverpool», aunque llevara solamente un año y medio en el equipo.
Torres se enfrentó en Champions a su otro máximo rival –el Real Madrid– el 10 y 16 de marzo. Lesionado en el tobillo, los médicos le administraron una inyección de calmantes a fin de que disputara la vuelta de la eliminatoria en su estadio. El encuentro –en el que anotó uno de los tantos de su equipo– terminó en 4-0, lo que unido al 0-1 en Madrid concedió el acceso de los cuartos de final al Liverpool. Cuatro días después anotó el tanto del empate en el encuentro que enfrentó a Liverpool y Manchester United en Old Trafford y que concluyó con la victoria de los reds (1-4). En abril fue encuadrado dentro del once ideal de la Premier. El 24 de mayo marcó su tanto número cincuenta en ochenta y cuatro apariciones con el Liverpool ante el Tottenham, en el último encuentro de la temporada. Tras terminar la temporada renovó su contrato con el Liverpool; cerrándose el acuerdo el 14 de agosto. En este contrato se estableció un sueldo de 110 000 libras a la semana y la opción de extenderlo un año más después de que expirara en 2013.
Comenzó el año anotando un tanto en el encuentro que enfrentó al Liverpool con el Stoke City (4-0), y una semana después ante el Aston Villa –aunque no evitó la victoria de los villanos (1-3). Volvió a marcar en las apretadas victorias del equipo ante el Bolton Wanderers (2-3) y el West Ham United (2-3). Una semana después marcó un triplete ante el Hull City al que los reds humillaron (6-1) en Anfield. En septiembre le nombraron «futbolista del mes» a causa de su espectacular arranque. El 25 de octubre anotó un nuevo tanto en la victoria de su equipo (2-0) ante el Manchester United, y una semana después ante el Fulham, que derrotó a los reds (3-1). Marcó el décimo tanto del año en el encuentro ante el Wigan Athletic, que cayó derrotado en Anfield Road (2-1). Torres finalizó la temporada con 22 goles marcados en 32 encuentros disputados en todas las competiciones, siendo el goleador del Liverpool por segunda vez.

#### Salida del club
Tras haber sido nombrado entrenador del Liverpool Roy Hodgson dijo que Torres no iba a ser vendido: «Torres no está a la venta y ninguna oferta es bienvenida. Queremos que se quede». Hodgson luego desmintió reportes de prensa que aseguraban que Torres iba a dejar al club. Torres reafirmó su compromiso con el club, diciendo: «Mi compromiso y lealtad al club y a los aficionados es el mismo que cuando firmé por primera vez con el equipo». Su primer partido de la temporada 2010-11 fue en el empate 1-1 ante el Arsenal FC el 14 de agosto de 2010. Su primer gol de la temporada fue en la victoria por 1-0 sobre el West Bromwich Albion el 29 de agosto, el cual fue su gol 50 en Anfield en todas las competiciones. Torres también anotó el gol que le dio la victoria a su equipo por 2-1 sobre el Blackburn Rovers el 24 de octubre, el cual fue su primer gol desde agosto. Luego, Torres anotó un doblete en la victoria por 2-0 sobre el Chelsea FC el 7 de noviembre.
El 28 de enero de 2011 el Liverpool rechazó una oferta del Chelsea FC por Torres, la cual se situaba entre los 35 y los 40 millones de libras. Sin embargo, Torres le pidió al club que le dejaran marcharse, lo cual también fue rechazado. Posteriormente, el Chelsea regresó con una nueva oferta de 50 millones de libras (58 millones de euros), que fue aceptada el 31 de enero de 2011, dándole el club a Torres permiso para negociar con el Chelsea.

### Chelsea Football Club

#### Llegada a Londres
El 31 de enero de 2011 el Chelsea oficializó la contratación de Torres que firmó un contrato de 5 años y medio. Su debut con el Chelsea se produjo el 6 de febrero de 2011 precisamente ante el Liverpool, disputando el encuentro como titular. En ese partido, el Liverpool se llevó la victoria por 1-0. Torres no anotó su primer gol con el Chelsea hasta el 23 de abril ante el West Ham United, en donde marcó el segundo gol de su equipo en la victoria por 3-0. En total, Torres finalizó la temporada con sólo un gol marcado en 18 encuentros disputados.

#### Campeón de la Liga de Campeones

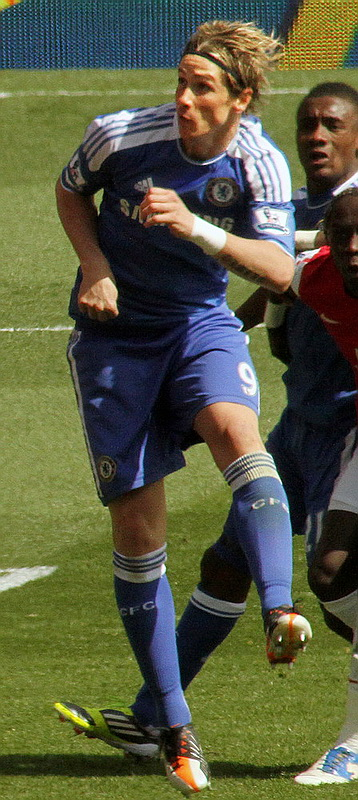
Torres en un encuentro ante el Arsenal en abril de 2012.

En la siguiente temporada, en medio del escrutinio después de que declarara públicamente que sus compañeros de equipo eran «lentos», Torres se enfrentó al Bayer Leverkusen en la Liga de Campeones el 14 de septiembre de 2011, en donde dio dos asistencias de gol a David Luiz y a Juan Mata para que el Chelsea se llevara la victoria por 2-0. Tras esto, en el siguiente encuentro frente al Manchester United, cuatro días después, Torres volvió a anotar con el Chelsea en la derrota de su equipo por 3-1. En dicho encuentro, Torres tuvo la oportunidad de marcar un segundo tanto en el minuto 83 que hubiera significado el 3-2 en ese momento, aunque terminó mandando el balón a un lado de la meta. Torres marcó su tercer gol con el Chelsea en el siguiente partido de liga frente al Swansea City, abriendo el marcador en el minuto 29 en la victoria de su equipo por 4-1, aunque diez minutos después obtuvo su primera tarjeta roja en Inglaterra. Días después Torres anotó un doblete ante el KRC Genk en Liga de Campeones.
El 24 de abril de 2012, en el partido de vuelta de semifinales de la Liga de Campeones contra el FC Barcelona, Torres ingresó al campo por Didier Drogba en el minuto 80. Tras tener algunas oportunidades para rematar, en el descuento, Torres cerró la clasificación del Chelsea al anotar el 2-2 (3-2 en el global a favor del Chelsea). Así, el Chelsea eliminó al Barcelona y se clasificó a la final de la UEFA Champions League 2011-12. Pocos días después confirmó su recuperación al anotar una tripleta frente al Queens Park Rangers en la goleada de su equipo (6–1). El 5 de mayo de 2012 consiguió su primer título a nivel de clubes (la FA Cup).
El 19 de mayo de 2012, en la final de la Liga de Campeones de la UEFA 2011-2012, en la que el Chelsea se enfrentó al Bayern de Múnich, Torres ingresó al campo por Salomon Kalou un minuto después de que Thomas Müller adelantara al equipo alemán. Momentos después, Fernando provocó un córner que terminó en gol de Didier Drogba (y provocó el alargue y posterior tanda de penaltis). En los penaltis, el Chelsea derrotó al Bayern por 4-3, de modo que tanto los blues como Torres ganaron su primera Liga de Campeones.

#### Campeón de la Liga Europa
Torres inició la temporada 2012-13 disputando la Community Shield 2012, en donde el Chelsea se enfrentó al Manchester City en Villa Park. El Niño anotó el primer gol del encuentro, pero el Chelsea terminó perdiendo por 3-2 ante el Manchester City (con goles de Yaya Touré, Carlos Tévez y Samir Nasri para los Citizens, y Ryan Bertrand para los Blues). El 22 de agosto de 2012 Torres marcó su primer gol en la Premier League 2012-13 en la victoria por 4-2 ante el Reading (en una fecha adelantada, debido a la participación del Chelsea en la Supercopa de Europa) y en la siguiente jornada, el Chelsea le ganó al Newcastle United por 2-0, con Torres participando en los dos goles que le dieron la victoria a los londinenses: primero, ocasionando un penal que luego transformó en gol el belga Eden Hazard, y después anotando gol tras una combinación con el mismo Hazard. También convirtió en las siguientes fechas, en las victorias por 2-1 y 4-1 ante el Arsenal y el Norwich City, respectivamente. Tras este gran comienzo liguero, el Niño sufrió un traspiés al recibir su segunda expulsión en la Premier League, por doble amarilla, ante el Manchester United que le remontó un 2-0 al Chelsea y los Red Devils ganaron 2-3 (a la expulsión de Torres, se le sumó la de su compañero Branislav Ivanović).
El 7 de noviembre de 2012, Torres convirtió su primer gol en la UEFA Champions League 2012-13, contra el Shaktar Donetsk ucraniano en la victoria por 3-2 del Chelsea, cuando el meta ucraniano Andriy Pyatov realizó un mal despeje que rebotó en el Niño e ingresó en su portería. Dos semanas después, el 21 de noviembre, el director técnico blue Roberto Di Matteo fue despedido y reemplazado por el español Rafael Benítez, que había dirigido a Fernando Torres en el Liverpool. Una de las principales misiones de Benítez era hacer que Torres volviera a su mejor forma. El 5 de diciembre Torres anotó un doblete al FC Nordsjælland danés en el triunfo 6–1 del Chelsea en la última jornada de la fase de grupos de la Champions, acabando así con una sequía goleadora de más de 12 horas de juego. El Chelsea terminó tercero en su grupo y se clasificó a los dieciseisavos de final de la Europa League 2012/13.
El 27 de enero de 2013, Torres anotó el segundo gol en el empate 2-2 ante el Brentford de la Football League One por la Budweiser FA Cup, forzando el 'replay', en donde se clasificaron para los octavos de final.
El 14 de marzo de 2013, Torres convirtió el tercer gol en la victoria 3-1 en el partido de vuelta ante el Steaua de Bucarest en los octavos de final de la Europa League 2012/13, gol que significó la clasificación de los Blues a cuartos de final. Sin embargo, el Niño sufrió una fractura de nariz tras recibir una patada del defensor polaco Łukasz Szukała, por lo que tuvo que usar una máscara protectora durante las siguientes semanas. En cuartos de final también fue protagonista, le metió tres goles al Rubin Kazan en la eliminatoria, dos en casa y uno en Rusia. En semifinales no faltó tampoco a su cita con el gol y marcó el inicio de la remontada del Chelsea frente al Basilea. Y el 15 de mayo de 2013 ganó la UEFA Europa League también con gol suyo (59') con una curiosa celebración tal y como hacía "Kiko" Narváez y se convirtió en el único jugador junto a Juan Mata en ganar Mundial, Eurocopa, FA Cup, UEFA Champions League y UEFA Europa League.

#### Año con Mourinho
El 22 de octubre de 2013, Torres convirtió dos de los tres goles con los que el Chelsea ganó por 3-0 al Schalke 04 en la tercera jornada de la Champions League 2013-14, siendo el cuarto doblete que anotaba el Niño en la Liga de Campeones. Luego, el 27 de octubre, el Niño Torres volvió a ser figura del Chelsea, esta vez ante el Manchester City al asistir al alemán André Schürrle en el primer gol de los blues y convertir el gol de la victoria (y su primero en la Premier League 2013/14) por 2-1 del Chelsea sobre los citizens. El 11 de enero de 2014, Torres alcanzó los 200 partidos en la Premier League marcando un gol en la victoria del Chelsea contra el Hull City.
El 22 de abril de 2014 en la ida de la semifinal de la Champions League, Torres volvió después de siete años al estadio que le vio nacer, el Vicente Calderón y jugó contra su equipo de toda la vida, el Atlético de Madrid. Aunque el partido quedó 0-0, le hicieron una ovación al final del partido tanto los aficionados del Chelsea como los del Atlético de Madrid. A la semana siguiente se disputó la vuelta de la semifinal y entonces Torres, en la primera parte del partido, gracias a una jugada de Willian Borges da Silva y un posterior centro de César Azpilicueta, consiguió marcar al Atlético de Madrid. Fernando no celebró el gol por respeto al equipo de su infancia y pidió perdón a la afición por ello. Gracias a este tanto se convirtió en el primer futbolista español que marcaba en tres semifinales distintas de Champions League: 2008 cuando era jugador del Liverpool y 2012 y 2014 siendo jugador del Chelsea. Pese a este gol, el Atlético remontó el partido y se clasificó para la final dejando eliminado al Chelsea.

### Cesión al Milan
El 29 de agosto de 2014, Torres fue cedido durante dos temporadas al Milan. Su primer partido como milanista lo vio desde la grada ya que se encontraba lesionado con un esguince de tobillo y su debut oficial fue frente a la Juventus. Disputó solo 15 minutos y el partido acabó en derrota para el conjunto "rossonero" por 0-1. Solo tardó 58 minutos para marcar su primer gol como milanista, porque en el siguiente partido salió como titular frente al Empoli marcando en el minuto 43 el tanto que sirvió para acortar distancias y poner el 2-1 en un partido que finalizó 2-2. Pese a este buen comienzo, cada vez fue contando menos para el entrenador y a finales de año se empezó a especular con su salida.

### Vuelta al Atlético de Madrid

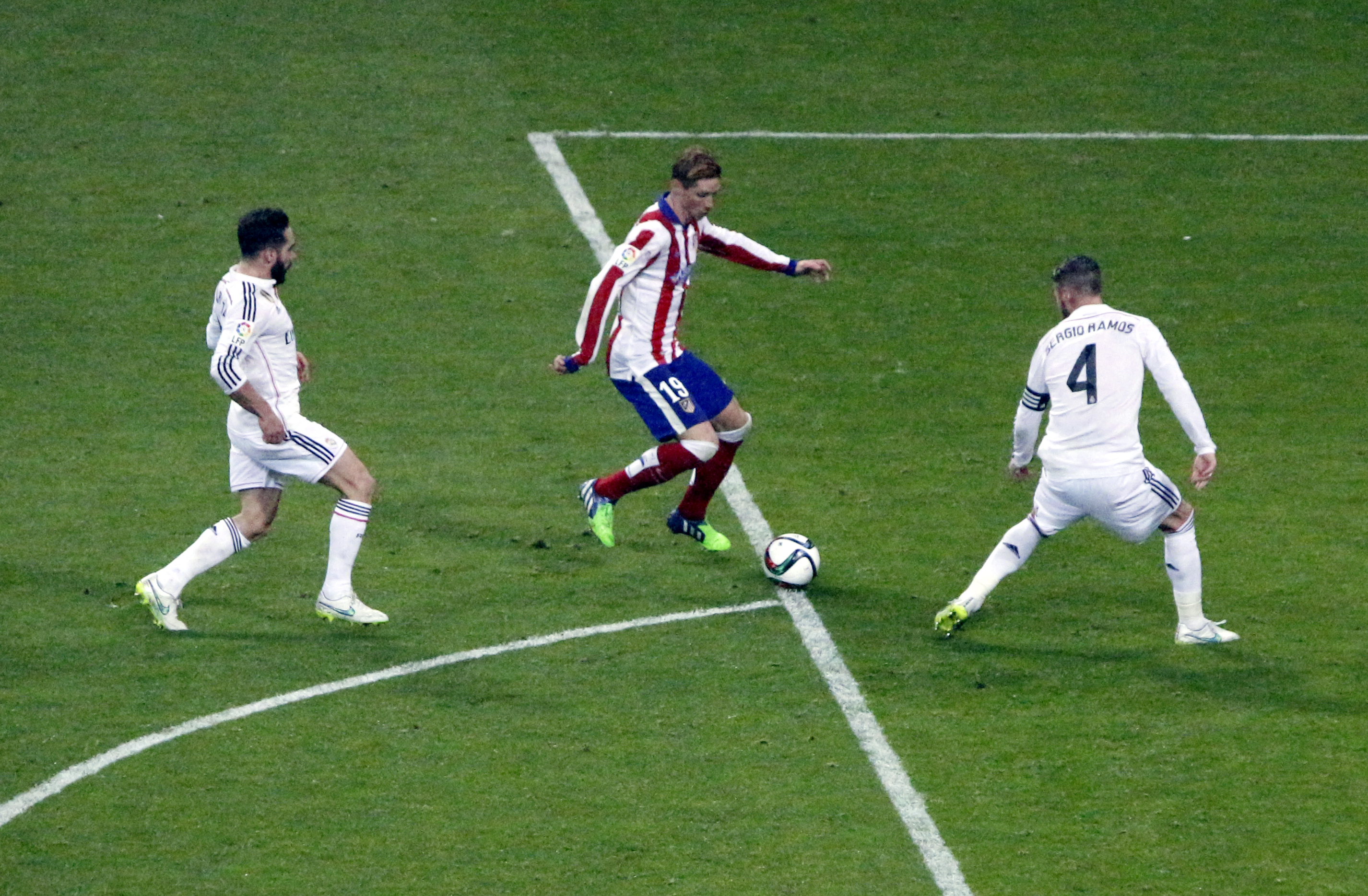
Torres frente a Sergio Ramos en su primer partido tras su vuelta al Atlético, en el que anotó un doblete.

Tras los rumores de salida del jugador finalmente Torres regresó en 2015 al Atlético de Madrid. Para que este hecho se produjera se tuvieron que dar una serie de pasos por parte de los clubes y futbolistas implicados. El 27 de diciembre el Chelsea anunció que Torres pasaba a ser propiedad del Milan. El 29 de diciembre de 2014, se produjo el acuerdo entre el Atlético de Madrid y el Milan de forma que Torres regresó al club en calidad de cedido por el resto de la temporada y la siguiente y Cerci dejó el Atleti para el recalar en el Milan bajo la misma fórmula y durante el mismo tiempo. Al finalizar la cesión de Torres quedaría libre para negociar con el club que deseara, incluido el Atlético, que podría adquirirlo ya en propiedad.
Como el plazo de inscripción de jugadores no se abrió en Italia hasta el 5 de enero, Torres no pudo volver a jugar con la camiseta rojiblanca hasta el 7 de enero en el partido de Copa del Rey frente al Real Madrid. En dicho partido Fernando fue titular y el Atlético de Madrid venció por dos a cero. Para Torres, esta era la primera victoria frente al Real Madrid vistiendo la elástica colchonera. En el partido de vuelta anotó un gol en cada parte antes de que se cumpliera el primer minuto en cada una. El partido finalizó empate a dos y el Atlético se clasificó para la siguiente ronda. Pese a que en el partido de vuelta de la siguiente eliminatoria frente al Fútbol Club Barcelona también marcó un gol antes de que se cumpliera el primer minuto que dejaba en ese momento la eliminatoria empatada, el Atlético de Madrid acabó perdiendo el partido por dos a tres y cayendo eliminado de la Copa por un total de dos a cuatro. En la Liga, el 24 de enero disputó su partido número 250 como rojiblanco. Saltó al campo en el minuto 80 sustituyendo a Mario Mandžukić con el marcador favorable al Atlético de Madrid por tres a uno frente al Rayo Vallecano. Finalmente, terminó disputando 19 partidos, 10 de los cuales como titular, y anotando tres goles que ayudaron a que el equipo terminara en tercera posición y consiguiera el objetivo de volver a clasificarse para jugar la Liga de Campeones la temporada siguiente.
El 6 de febrero de 2016, en el encuentro Atlético de Madrid-Sociedad Deportiva Eibar correspondiente a la 23.ª jornada de Liga, Fernando marca su gol número 100 en liga como colchonero. Así ponía fin a una sequía de casi 5 meses sin marcar. Curiosamente, su anterior gol lo marcó el 19 de septiembre de 2015, en la jornada 4, también contra el Eibar. Su gol número 105 lo marcaría contra el FC Barcelona en la ida de los cuartos de final de la Champions el 5 de abril de 2016.
El 20 de mayo de 2018, Fernando Torres jugó por última vez en un campeonato profesional con la camiseta rojiblanca anotando dos goles frente al SD Eibar en el último partido de la liga 2017/18, con un marcador final de 2-2.

### Retirada en Sagan Tosu
El 10 de julio de 2018 el Sagan Tosu de la J1 League japonesa hizo oficial el fichaje de Torres.
El 22 de julio de 2018 en el Estadio de Tosu frente al Vegalta Sendai en el segundo tiempo. Cerca de un año después, el 23 de junio de 2019, anunció que su último partido como profesional sería el 23 de agosto contra el Vissel Kobe de sus excompañeros internacionales Andrés Iniesta y David Villa.

### Vuelta al Atlético de Madrid como entrenador
El 25 de julio de 2021 fue anunciado por el presidente del club, Enrique Cerezo, como entrenador de las secciones formativas del club madrileño, haciendo su regreso al club tras casi 4 años después de haberse marchado del club.

## Selección nacional

### Categorías inferiores
Su trayectoria como internacional español, comenzó en 2001 con las categorías juveniles, pasando por sus selecciones desde la sub-16 a la sub-19. Disputó tres fases finales (las dos continentales y una mundial), proclamándose consecutivamente, campeón de Europa sub-16 en 2001 y sub-19 en 2002, siendo nombrado en ambos mejor jugador del campeonato, y anotando los goles de la victoria en ambas finales.

### Selección absoluta

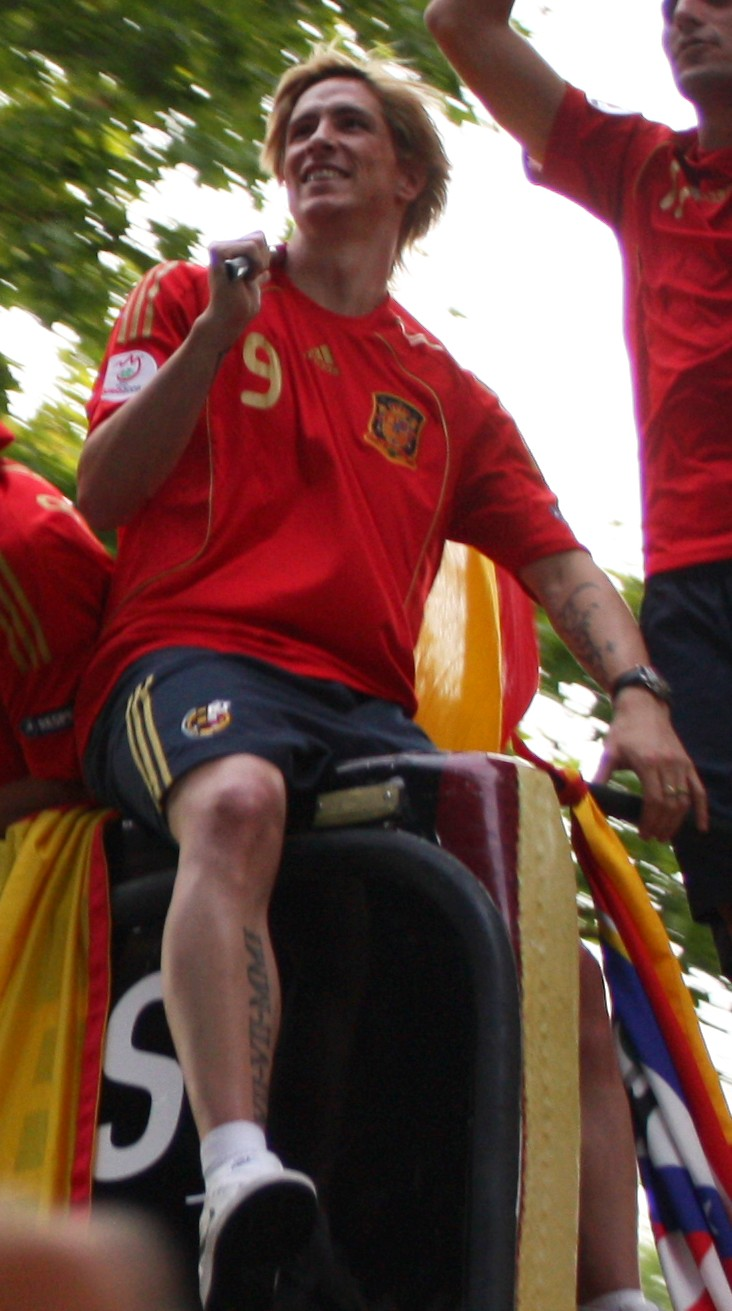
Torres y el resto de internacionales celebrando la victoria en la Eurocopa 2008.

El 6 de septiembre de 2003 debutó con la selección nacional en un amistoso ante Portugal. El 28 de abril de 2004 anotó su primer tanto ante la selección italiana. Ese mismo año fue convocado para la Eurocopa 2004. Tras salir desde el banquillo en los dos primeros encuentros, jugó como titular en el decisivo lance ante Portugal; en dicho encuentro –que terminó con la derrota del combinado nacional– el delantero madrileño estrelló un disparo en el poste.
En la fase de clasificación al Mundial de 2006 anotó siete tantos en once encuentros, convirtiéndose en el máximo anotador español de dicha fase; entre ellos, anotó un tanto vital ante Bélgica y una tripleta ante San Marino. En su primera aparición en un Mundial –en el Mundial de Alemania (2006)– marcó un tanto de volea ante Ucrania (4-0). En el encuentro ante Túnez anotó los dos tanto que dieron la victoria al combinado nacional (2-1). Él y David Villa se convirtieron en los máximos anotadores españoles con tres tantos.
Fue convocado con España para la Eurocopa de 2008 y jugó en la victoria de España ante Rusia, donde Villa le dedicó un tanto (4-1). En el siguiente partido fue duramente criticado, ya que, tras ser sustituido, aparentemente rechazó estrechar la mano al seleccionador nacional Luis Aragonés. Posteriormente afirmó que en realidad no estaba enfadado con Aragonés, sino consigo mismo. Anotó su primer tanto en la competición en la victoria del combinado español ante Suecia (2-1). Pero el gol más importante con la selección y quizás de su carrera lo anotó en la final ya que suyo fue el único tanto ante Alemania (1-0), y fue nombrado hombre del encuentro. Tras la victoria afirmó: «Es un sueño hecho realidad. Es mi primer título y espero que sea el primero de muchos. Una victoria en la Eurocopa, vale casi como un título mundial. Solíamos ver las finales en televisión, pero hoy hemos estado aquí y hemos ganado. Mi trabajo es marcar goles. Quiero marcar más goles y ser el futbolista más importante de Europa y del mundo.» Él y Villa fueron elegidos como los dos delanteros del once ideal de la Eurocopa.
El 28 de marzo de 2009 disputó ante Turquía su encuentro número sesenta con la selección –durante la fase de clasificación para el Mundial de 2010– convirtiéndose en el futbolista más joven en lograr este hito. Aunque las lesiones marcaron la temporada impidiéndole disputar un considerable número de encuentros clasificatorios, anotó en un amistoso ante Chile tras sustituir a Villa en la segunda mitad.
En verano Vicente Del Bosque le convocó para disputar la ConfeCup. Durante la disputa de esta competición anotó su segunda tripleta con España ante el combinado neozelandés; la tripleta más rápida de la historia de la Selección. También disputó el encuentro de semifinales ante Estados Unidos –en el que el combinado nacional fue derrotado (2-0),– así como el encuentro ante Sudáfrica –en el que los españoles se impusieron (3-2) en el tiempo de descuento.
En el Mundial de Sudáfrica reapareció tras una larga lesión. Pese a las expectativas creadas en torno a su figura no logró cuajar un buen mundial, desentonado con el resto del equipo, y sin marcar un solo gol. En la semifinal ante Alemania perdió la titularidad en detrimento de Pedro (que ya participara en el gol ante Paraguay en cuartos de final nada más sustituir al delantero madrileño), y empezó también en el banco la final, saliendo en los últimos minutos, en los que sufrió una nueva lesión. En este partido tanto España como Torres consiguieron su primer Mundial gracias a vencer en la prórroga a Holanda.
El 21 de mayo de 2012 se anunció su convocatoria con España para la Eurocopa 2012. En dicho torneo consiguió su segunda Eurocopa tras la victoria de la selección española en la final ante Italia por 4-0 y fue el máximo goleador del torneo. Además con el gol anotado en la final se convirtió en el único jugador que ha marcado en dos finales de Eurocopa.
Pese a los éxitos del Mundial de 2010 y la Eurocopa de 2012, la selección española no pudo ganar la Copa Confederaciones, a la que acudió como la gran favorita, al perder la final ante Brasil. No obstante, Torres sumó un nuevo galardón individual ganando la Bota de Oro de la competición.
El 13 de mayo de 2014, Del Bosque desveló la lista de preseleccionados para disputar la Copa Mundial de Fútbol de 2014, entre ellos estaba Torres. El 31 de mayo del 2014, Vicente del Bosque dio la lista definitiva de futbolistas que irían al Mundial y el delantero del Chelsea fue uno de los cuatro seleccionados. En dicho Mundial la actuación de la Selección fue bastante decepcionante quedando eliminada en la primera fase. Jugó como suplente los 2 primeros partidos, que se saldaron con sendas derrotas. En el último, en el que la selección ya se encontraba eliminada, Torres partió de titular y marcó uno de los 3 goles en la única victoria de la selección durante el mundial. Esta sería la última ocasión en que vestiría la zamarra nacional, tras 110 partidos y 38 goles, siendo el tercer máximo goleador histórico de la selección española.

### Participaciones en fases finales
| Competición               | Categoría | Sede              | Resultado        | Partidos | Goles |
| ------------------------- | --------- | ----------------- | ---------------- | -------- | ----- |
| Europeo Sub-16 de 2001    | Sub-16    | Inglaterra        | Campeón          | 6        | 7     |
| Mundial Sub-17 de 2001    | Sub-17    | Trinidad y Tobago | Primera fase     | 3        | 1     |
| Europeo Sub-19 de 2002    | Sub-19    | Noruega           | Campeón          | 4        | 4     |
| Eurocopa 2004             | Absoluta  | Portugal          | Primera fase     | 3        | 0     |
| Copa del Mundo de 2006    | Absoluta  | Alemania          | Octavos de final | 4        | 3     |
| Eurocopa 2008             | Absoluta  | Austria y Suiza   | Campeón          | 5        | 2     |
| Copa Confederaciones 2009 | Absoluta  | Sudáfrica         | Tercer puesto    | 5        | 3     |
| Copa del Mundo de 2010    | Absoluta  | Sudáfrica         | Campeón          | 7        | 0     |
| Eurocopa 2012             | Absoluta  | Polonia y Ucrania | Campeón          | 5        | 3     |
| Copa Confederaciones 2013 | Absoluta  | Brasil            | Subcampeón       | 4        | 5     |
| Copa del Mundo de 2014    | Absoluta  | Brasil            | Primera fase     | 3        | 1     |
| Total                     | Total     | Total             | Total            | 49       | 29    |

### Goles como internacional
| 1.  | 28 de abril de 2004      | Estadio Luigi Ferraris, Génova              | Italia         | 0-1 | 1-1  | Amistoso                        |
| 2.  | 9 de febrero de 2005     | Estadio Mediterráneo, Almería               | San Marino     | 2-0 | 5-0  | Clasificación Copa Mundial 2006 |
| 3.  | 26 de marzo de 2005      | Estadio Helmántico, Salamanca               | China          | 1-0 | 3-0  | Amistoso                        |
| 4.  | 8 de octubre de 2005     | Stade Roi Bauduin, Bruselas                 | Bélgica        | 0-1 | 0-2  | Clasificación Copa Mundial 2006 |
| 5.  | 8 de octubre de 2005     | Stade Roi Bauduin, Bruselas                 | Bélgica        | 0-2 | 0-2  | Clasificación Copa Mundial 2006 |
| 6.  | 12 de octubre de 2005    | Estadio Olímpico, Serravalle                | San Marino     | 0-2 | 0-6  | Clasificación Copa Mundial 2006 |
| 7.  | 12 de octubre de 2005    | Estadio Olímpico, Serravalle                | San Marino     | 0-5 | 0-6  | Clasificación Copa Mundial 2006 |
| 8.  | 12 de octubre de 2005    | Estadio Olímpico, Serravalle                | San Marino     | 0-6 | 0-6  | Clasificación Copa Mundial 2006 |
| 9.  | 12 de noviembre de 2005  | Estadio Vicente Calderón, Madrid            | Eslovaquia     | 3-1 | 5-1  | Clasificación Copa Mundial 2006 |
| 10. | 7 de junio de 2006       | Stade de Genève, Lancy                      | Croacia        | 2-1 | 3-1  | Amistoso                        |
| 11. | 14 de junio de 2006      | Zentralstadion, Leipzig                     | Ucrania        | 4-0 | 4-0  | Copa Mundial 2006               |
| 12. | 19 de junio de 2006      | Mercedes-Benz Arena, Stuttgart              | Túnez          | 2-1 | 3-1  | Copa Mundial 2006               |
| 13. | 19 de junio de 2006      | Mercedes-Benz Arena, Stuttgart              | Túnez          | 3-1 | 3-1  | Copa Mundial 2006               |
| 14. | 2 de septiembre de 2006  | Estadio Nuevo Vivero, Badajoz               | Liechtenstein  | 1-0 | 4-0  | Clasificación Eurocopa 2008     |
| 15. | 12 de septiembre de 2007 | Estadio Carlos Tartiere, Oviedo             | Letonia        | 2-0 | 2-0  | Clasificación Eurocopa 2008     |
| 16. | 14 de junio de 2008      | Estadio Tivoli Neu, Innsbruck               | Suecia         | 0-1 | 1-2  | Eurocopa 2008                   |
| 17. | 29 de junio de 2008      | Estadio Ernst Happel, Prater, Viena         | Alemania       | 0-1 | 0-1  | Eurocopa 2008                   |
| 18. | 19 de noviembre de 2008  | Estadio El Madrigal, Villarreal             | Chile          | 2-0 | 3-0  | Amistoso                        |
| 19. | 9 de junio de 2009       | Estadio Tofiq Bəhramov, Bakú                | Azerbaiyán     | 0-6 | 0-6  | Amistoso                        |
| 20. | 14 de junio de 2009      | Royal Bafokeng Stadium, Rustemburgo         | Nueva Zelanda  | 0-1 | 0-4  | Copa Confederaciones 2009       |
| 21. | 14 de junio de 2009      | Royal Bafokeng Stadium, Rustemburgo         | Nueva Zelanda  | 0-3 | 0-4  | Copa Confederaciones 2009       |
| 22. | 14 de junio de 2009      | Royal Bafokeng Stadium, Rustemburgo         | Nueva Zelanda  | 0-4 | 0-4  | Copa Confederaciones 2009       |
| 23. | 12 de agosto de 2009     | Philip II Arena, Skopie                     | Macedonia      | 2-1 | 2-3  | Amistoso                        |
| 24. | 8 de junio de 2010       | Estadio Nueva Condomina, Murcia             | Polonia        | 5-0 | 6-0  | Amistoso                        |
| 25. | 3 de septiembre de 2010  | Rheinpark Stadion, Vaduz                    | Liechtenstein  | 0-1 | 0-4  | Clasificación Eurocopa 2012     |
| 26. | 3 de septiembre de 2010  | Rheinpark Stadion, Vaduz                    | Liechtenstein  | 0-3 | 0-4  | Clasificación Eurocopa 2012     |
| 27. | 4 de junio de 2011       | Gillette Stadium, Massachusetts             | Estados Unidos | 0-4 | 0-4  | Amistoso                        |
| 28. | 30 de mayo de 2012       | Stade de Suisse, Berna                      | Corea del Sur  | 1-0 | 4-1  | Amistoso                        |
| 29. | 14 de junio de 2012      | Arena Gdansk, Gdansk                        | Irlanda        | 1-0 | 4-0  | Eurocopa 2012                   |
| 30. | 14 de junio de 2012      | Arena Gdansk, Gdansk                        | Irlanda        | 3-0 | 4-0  | Eurocopa 2012                   |
| 31. | 1 de julio de 2012       | Estadio Olimpiyskiy, Kiev                   | Italia         | 3-0 | 4-0  | Eurocopa 2012                   |
| 32. | 20 de junio de 2013      | Estadio Maracaná, Río de Janeiro            | Tahití         | 1-0 | 10-0 | Copa Confederaciones 2013       |
| 33. | 20 de junio de 2013      | Estadio Maracaná, Río de Janeiro            | Tahití         | 3-0 | 10-0 | Copa Confederaciones 2013       |
| 34. | 20 de junio de 2013      | Estadio Maracaná, Río de Janeiro            | Tahití         | 6-0 | 10-0 | Copa Confederaciones 2013       |
| 35. | 20 de junio de 2013      | Estadio Maracaná, Río de Janeiro            | Tahití         | 9-0 | 10-0 | Copa Confederaciones 2013       |
| 36. | 23 de junio de 2013      | Estadio Castelão, Fortaleza                 | Nigeria        | 2-0 | 3-0  | Copa Confederaciones 2013       |
| 37. | 30 de mayo de 2014       | Estadio Ramón Sánchez Pizjuán, Sevilla      | Bolivia        | 1-0 | 2-0  | Amistoso                        |
| 38. | 23 de junio de 2014      | Estadio Joaquim Américo Guimarães, Curitiba | Australia      | 0-2 | 0-3  | Copa Mundial 2014               |

## Estadísticas

### Clubes
| Atlético de Madrid · España | 2.ª           | 2000-01       | 4   | 1   | 0  | 2  | 0  | 0 | —   | —  | —  | 6   | 1   | 0  | 0,17 |
| Atlético de Madrid · España | 2.ª           | 2001-02       | 36  | 6   | 4  | 1  | 1  | 0 | —   | —  | —  | 37  | 7   | 4  | 0,19 |
| Atlético de Madrid · España | 1.ª           | 2002-03       | 29  | 13  | 1  | 3  | 1  | 0 | —   | —  | —  | 32  | 14  | 1  | 0,44 |
| Atlético de Madrid · España | 1.ª           | 2003-04       | 35  | 19  | 2  | 5  | 2  | 0 | —   | —  | —  | 40  | 21  | 2  | 0,53 |
| Atlético de Madrid · España | 1.ª           | 2004-05       | 38  | 16  | 2  | 6  | 2  | 0 | 5   | 2  | 2  | 49  | 20  | 4  | 0,41 |
| Atlético de Madrid · España | 1.ª           | 2005-06       | 36  | 13  | 3  | 4  | 0  | 1 | —   | —  | —  | 40  | 13  | 4  | 0,33 |
| Atlético de Madrid · España | 1.ª           | 2006-07       | 36  | 14  | 4  | 4  | 1  | 0 | —   | —  | —  | 40  | 15  | 4  | 0,38 |
| Atlético de Madrid · España | Total club    | Total club    | 214 | 82  | 16 | 25 | 7  | 1 | 5   | 2  | 2  | 244 | 91  | 19 | 0,37 |
| Liverpool Inglaterra | 1.ª           | 2007-08       | 33  | 24  | 4  | 2  | 3  | 0 | 11  | 6  | 0  | 46  | 33  | 4  | 0,72 |
| Liverpool Inglaterra | 1.ª           | 2008-09       | 24  | 14  | 3  | 5  | 1  | 1 | 9   | 2  | 1  | 38  | 17  | 5  | 0,45 |
| Liverpool Inglaterra | 1.ª           | 2009-10       | 22  | 18  | 3  | 2  | 0  | 0 | 8   | 4  | 0  | 32  | 22  | 3  | 0,69 |
| Liverpool Inglaterra | 1.ª           | 2010-11       | 23  | 9   | 3  | 1  | 0  | 0 | 2   | 0  | 0  | 26  | 9   | 3  | 0,35 |
| Liverpool Inglaterra | Total club    | Total club    | 102 | 65  | 13 | 10 | 4  | 1 | 30  | 12 | 1  | 142 | 81  | 15 | 0,57 |
| Chelsea Inglaterra | 1.ª           | 2010-11       | 14  | 1   | 1  | —  | —  | — | 4   | 0  | 0  | 18  | 1   | 1  | 0,05 |
| Chelsea Inglaterra | 1.ª           | 2011-12       | 32  | 6   | 4  | 7  | 2  | 4 | 10  | 3  | 5  | 49  | 11  | 13 | 0,22 |
| Chelsea Inglaterra | 1.ª           | 2012-13       | 36  | 8   | 6  | 10 | 4  | 1 | 18  | 10 | 0  | 64  | 22  | 7  | 0,34 |
| Chelsea Inglaterra | 1.ª           | 2013-14       | 28  | 5   | 5  | 3  | 1  | 1 | 10  | 5  | 0  | 41  | 11  | 6  | 0,27 |
| Chelsea Inglaterra | Total club    | Total club    | 110 | 20  | 16 | 20 | 7  | 6 | 42  | 18 | 5  | 172 | 45  | 27 | 0,26 |
| Milan · Italia | 1.ª           | 2014-15       | 10  | 1   | 0  | —  | —  | — | —   | —  | —  | 10  | 1   | 0  | 0,1  |
| Milan · Italia | Total club    | Total club    | 10  | 1   | 0  | 0  | 0  | 0 | 0   | 0  | 0  | 10  | 1   | 0  | 0,1  |
| Atlético de Madrid · España | 1.ª           |               |     |     |    |    |    |   |     |    |    |     |     |    |      |
| Atlético de Madrid · España | 1.ª           | 2014-15       | 19  | 3   | 1  | 4  | 3  | 0 | 3   | 0  | 0  | 26  | 6   | 1  | 0,23 |
| Atlético de Madrid · España | 1.ª           | 2015-16       | 30  | 11  | 4  | 2  | 0  | 0 | 12  | 1  | 1  | 44  | 12  | 5  | 0,27 |
| Atlético de Madrid · España | 1.ª           | 2016-17       | 31  | 8   | 5  | 5  | 1  | 0 | 9   | 1  | 0  | 45  | 10  | 5  | 0,22 |
| Atlético de Madrid · España | 1.ª           | 2017-18       | 27  | 5   | 0  | 6  | 3  | 1 | 12  | 2  | 1  | 45  | 10  | 2  | 0,22 |
| Atlético de Madrid · España | Total club    | Total club    | 107 | 27  | 10 | 17 | 7  | 1 | 36  | 4  | 2  | 160 | 38  | 13 | 0,24 |
| Sagan Tosu Japón | 1.ª           | 2018          | 17  | 3   | 2  | 2  | 1  | 0 | —   | —  | —  | 19  | 4   | 2  | 0,21 |
| Sagan Tosu Japón | 1.ª           | 2019          | 18  | 2   | 0  | 3  | 1  | 0 | —   | —  | —  | 21  | 3   | 0  | 0,14 |
| Sagan Tosu Japón | Total club    | Total club    | 35  | 5   | 2  | 5  | 2  | 0 | 0   | 0  | 0  | 40  | 7   | 2  | 0,18 |
| Total carrera | Total carrera | Total carrera | 578 | 200 | 57 | 77 | 28 | 9 | 113 | 36 | 10 | 768 | 263 | 76 | 0,34 |
| (1) Incluye datos de la Community Shield (2012); Copa de la Liga de Inglaterra (2007-13); FA Cup (2008-14); Copa del Rey (2001-18); Copa del Emperador / Copa J. League (2018-Act.). (2) Incluye datos de la Copa Intertoto de la UEFA (2004); Supercopa de la UEFA / Copa Mundial de Clubes de la FIFA (2012-13); Liga de Campeones de la UEFA (2007-17); Liga Europa de la UEFA (2010-18). (3) Media de goles por encuentro. No incluye goles en partidos amistosos. |               |               |     |     |    |    |    |   |     |    |    |     |     |    |      |

### Selecciones
| Selección | Temporada     | Amistosos | Amistosos | Amistosos | Europa(1) | Europa(1) | Europa(1) | Mundial(2) | Mundial(2) | Mundial(2) | Total | Total | Total  | Media goleadora |
| Selección | Temporada     | Part.     | Goles     | Asist.    | Part.     | Goles     | Asist.    | Part.      | Goles      | Asist.     | Part. | Goles | Asist. | Media goleadora |
| --- | ------------- | --------- | --------- | --------- | --------- | --------- | --------- | ---------- | ---------- | ---------- | ----- | ----- | ------ | --------------- |
| Sub-15 · España | 2000          | 1         | 0         | 1         | —         | —         | —         | —          | —          | —          | 1     | 0     | 1      | 0,00            |
| Sub-15 · España | Total         | 1         | 0         | 1         | 0         | 0         | 0         | 0          | 0          | 0          | 1     | 0     | 1      | 0,00            |
| Sub-16 · España | 2001          | 3         | 4         | 1         | 6         | 7         | 1         | —          | —          | —          | 9     | 11    | 2      | 1,22            |
| Sub-16 · España | Total         | 3         | 4         | 1         | 6         | 7         | 1         | 0          | 0          | 0          | 9     | 11    | 2      | 1,22            |
| Sub-17 · España | 2001          | —         | —         | —         | —         | —         | —         | 4          | 1          | 0          | 4     | 1     | 0      | 0,25            |
| Sub-17 · España | Total         | 0         | 0         | 0         | 0         | 0         | 0         | 4          | 1          | 0          | 4     | 1     | 0      | 0,25            |
| Sub-18 · España | 2001          | —         | —         | —         | 1         | 1         | 0         | —          | —          | —          | 1     | 1     | 0      | 1,00            |
| Sub-18 · España | Total         | 0         | 0         | 0         | 1         | 1         | 0         | 0          | 0          | 0          | 1     | 1     | 0      | 1,00            |
| Sub-19 · España | 2002          | —         | —         | —         | 5         | 6         | 1         | —          | —          | —          | 5     | 6     | 1      | 1,20            |
| Sub-19 · España | Total         | 0         | 0         | 0         | 5         | 6         | 1         | 0          | 0          | 0          | 5     | 6     | 1      | 1,20            |
| Sub-21 · España | 2002          | 3         | 1         | 1         | 3         | 0         | 0         | —          | —          | —          | 6     | 1     | 1      | 0,17            |
| Sub-21 · España | 2003          | —         | —         | —         | 4         | 2         | 1         | —          | —          | —          | 4     | 2     | 1      | 0,50            |
| Sub-21 · España | Total         | 3         | 1         | 1         | 7         | 2         | 1         | 0          | 0          | 0          | 10    | 3     | 2      | 0,30            |
| Absoluta · España | 2003          | 1         | 0         | 0         | 2         | 0         | 0         | —          | —          | —          | 3     | 0     | 0      | 0,00            |
| Absoluta · España | 2004          | 6         | 1         | 1         | 5         | 0         | 0         | —          | —          | —          | 11    | 1     | 1      | 0,09            |
| Absoluta · España | 2005          | 3         | 1         | 0         | 9         | 7         | 1         | —          | —          | —          | 12    | 8     | 1      | 0,67            |
| Absoluta · España | 2006          | 6         | 1         | 0         | 3         | 1         | 0         | 4          | 3          | 0          | 13    | 5     | 0      | 0,39            |
| Absoluta · España | 2007          | 2         | 0         | 0         | 4         | 0         | 0         | —          | —          | —          | 6     | 0     | 0      | 0,00            |
| Absoluta · España | 2008          | 6         | 2         | 2         | 7         | 2         | 2         | —          | —          | —          | 13    | 4     | 4      | 0,31            |
| Absoluta · España | 2009          | 3         | 2         | 1         | 5         | 0         | 0         | 5          | 3          | 1          | 13    | 5     | 2      | 0,39            |
| Absoluta · España | 2010          | 3         | 1         | 0         | 1         | 2         | 0         | 7          | 0          | 0          | 11    | 3     | 0      | 0,27            |
| Absoluta · España | 2011          | 7         | 1         | 0         | 2         | 0         | 1         | —          | —          | —          | 9     | 1     | 1      | 0,11            |
| Absoluta · España | 2012          | 4         | 1         | 0         | 6         | 3         | 1         | —          | —          | —          | 10    | 4     | 1      | 0,40            |
| Absoluta · España | 2013          | 1         | 0         | 0         | —         | —         | —         | 4          | 5          | 1          | 5     | 5     | 1      | 1,00            |
| Absoluta · España | 2014          | 1         | 1         | 0         | —         | —         | —         | 3          | 1          | 0          | 4     | 2     | 0      | 0,50            |
| Absoluta · España | Total         | 43        | 11        | 4         | 44        | 15        | 5         | 23         | 12         | 2          | 110   | 38    | 11     | 0,35            |
| Total carrera | Total carrera | 50        | 16        | 7         | 63        | 31        | 8         | 27         | 13         | 2          | 140   | 60    | 17     | 0,43            |
| (1) Incluye los partidos de las Eurocopa Sub-16 (2001); Eurocopa Sub-18 (2001); Eurocopa Sub-19 (2002); Eurocopa Sub-21 (2002-03); Clasificatorias Europeas / Eurocopa (2003-12). (2) Incluye los partidos de los Copa FIFA Confederaciones (2009-13). |               |           |           |           |           |           |           |            |            |            |       |       |        |                 |

### Resumen estadístico
| Competición           | Partidos | Goles | Promedio | Asistencias | Promedio | Goles y asistencias | Promedio |
| --------------------- | -------- | ----- | -------- | ----------- | -------- | ------------------- | -------- |
| Primera división      | 538      | 193   | 0,36     | 56          | 0,10     | 249                 | 0,46     |
| Segunda división      | 40       | 7     | 0,18     | 4           | 0,10     | 11                  | 0,28     |
| Copas nacionales      | 77       | 27    | 0,35     | 9           | 0,12     | 36                  | 0,47     |
| Copas internacionales | 113      | 36    | 0,32     | 10          | 0,09     | 46                  | 0,41     |
| Selección absoluta    | 110      | 38    | 0,35     | 11          | 0,10     | 49                  | 0,45     |
| Selección sub-21      | 10       | 3     | 0,30     | 2           | 0,20     | 5                   | 0,50     |
| Selección sub-19      | 5        | 6     | 1,20     | 1           | 0,20     | 7                   | 1,40     |
| Selección sub-18      | 1        | 1     | 1,00     | 0           | 0,00     | 1                   | 1,00     |
| Selección sub-17      | 4        | 1     | 0,25     | 0           | 0,00     | 1                   | 0,25     |
| Selección sub-16      | 9        | 11    | 1,22     | 2           | 0,22     | 13                  | 1,44     |
| Selección sub-15      | 1        | 0     | 0,00     | 1           | 1,00     | 1                   | 1,00     |
| Total                 | 908      | 323   | 0,36     | 96          | 0,11     | 419                 | 0,46     |

### Hat-tricks
| 1 | 12 de octubre de 2005    | Olímpico de San Marino, Serravalle | San Marino - España           |  | 0 - 6  | Clasificatorias UEFA 2006             |
| 2 | 25 de septiembre de 2007 | Madejski Stadium, Reading          | Reading - Liverpool           |  | 2 - 4  | Copa de la Liga de Inglaterra 2007-08 |
| 3 | 23 de febrero de 2008    | Anfield, Liverpool                 | Liverpool - Middlesbrough     |  | 3 - 2  | Premier League 2007-08                |
| 4 | 5 de marzo de 2008       | Anfield, Liverpool                 | Liverpool - West Ham United   |  | 4 - 0  | Premier League 2007-08                |
| 5 | 14 de junio de 2009      | Royal Bafokeng, Rustenburg         | España - Nueva Zelanda        |  | 5 - 0  | Copa FIFA Confederaciones 2009        |
| 6 | 26 de septiembre de 2009 | Anfield, Liverpool                 | Liverpool - Hull City         |  | 6 - 1  | Premier League 2009-10                |
| 7 | 29 de abril de 2012      | Stamford Bridge, Londres           | Chelsea - Queens Park Rangers |  | 6 - 1  | Premier League 2011-12                |
| 8 | 20 de junio de 2013      | Maracaná, Río de Janeiro           | España - Tahití               |  | 10 - 0 | Copa FIFA Confederaciones 2013        |

## Palmarés

### Campeonatos nacionales
| Título           | Club               | País       | Año  |
| ---------------- | ------------------ | ---------- | ---- |
| Segunda División | Atlético de Madrid | España     | 2002 |
| FA Cup           | Chelsea F. C.      | Inglaterra | 2012 |

### Campeonatos internacionales
| Título                       | Equipo             | Sede              | Año  |
| ---------------------------- | ------------------ | ----------------- | ---- |
| Europeo Sub-16               | España (sub-16)    | Inglaterra        | 2001 |
| Europeo Sub-19               | España (sub-19)    | Noruega           | 2002 |
| Eurocopa                     | España             | Austria y Suiza   | 2008 |
| Copa del Mundo               | España             | Sudáfrica         | 2010 |
| Eurocopa                     | España             | Polonia y Ucrania | 2012 |
| Liga de Campeones de la UEFA | Chelsea F. C.      | Múnich            | 2012 |
| Liga Europa de la UEFA       | Chelsea F. C.      | Ámsterdam         | 2013 |
| Liga Europa de la UEFA       | Atlético de Madrid | Lyon              | 2018 |

### Distinciones
| Distinción                                                    | Año        |
| ------------------------------------------------------------- | ---------- |
| Bota de Oro del Europeo Sub-16                                | 2001       |
| Mejor jugador del Europeo Sub-16                              | 2001       |
| Bota de Oro del Europeo Sub-19                                | 2002       |
| Mejor jugador del Europeo Sub-19                              | 2002       |
| Trofeo Zarra                                                  | 2004       |
| Jugador del mes de la Premier League (feb. 2008), (sep. 2009) | 2008, 2009 |
| Equipo del Año de la Premier League                           | 2008, 2009 |
| Mejor jugador de la Final de la Eurocopa                      | 2008       |
| Equipo del Torneo de la Eurocopa                              | 2008, 2012 |
| Equipo del año UEFA                                           | 2008       |
| XI Mundial FIFA/FIFPro                                        | 2008, 2009 |
| Jugador Mundial de la FIFA (3.º)                              | 2008       |
| Balón de Bronce                                               | 2008       |
| Bota de Plata                                                 | 2008       |
| Bota de Plata de la Copa Confederaciones                      | 2009       |
| Once Ideal de la Copa Confederaciones                         | 2009, 2013 |
| Bota de Oro de la Eurocopa                                    | 2012       |
| Bota de Oro de la Copa Confederaciones                        | 2013       |

### Condecoraciones
| Distinción                                           | Año  |
| ---------------------------------------------------- | ---- |
| Medalla de Oro de la Real Orden del Mérito Deportivo | 2011 |

## Filmografía
- TD–TVE (30/06/2008), «Final Eurocopa 2008, gol de Torres (1–0)» en rtve.es
- Reportaje GolT (13/10/2011), «Informe Gol: Fernando Torres» en YouTube
- Reportaje Canal+ (10/03/2015), «El retorno de "El Niño"» en YouTube
- Documental Movistar+ (25/01/2016), «Torres, 100 goles con el Atlético» Archivado el 5 de marzo de 2016 en Wayback Machine. en movistarplus.es
- Documental Amazon Prime Video (18/09/2020), «Fernando Torres: El Último Símbolo» en Prime Video